# Autodefinido

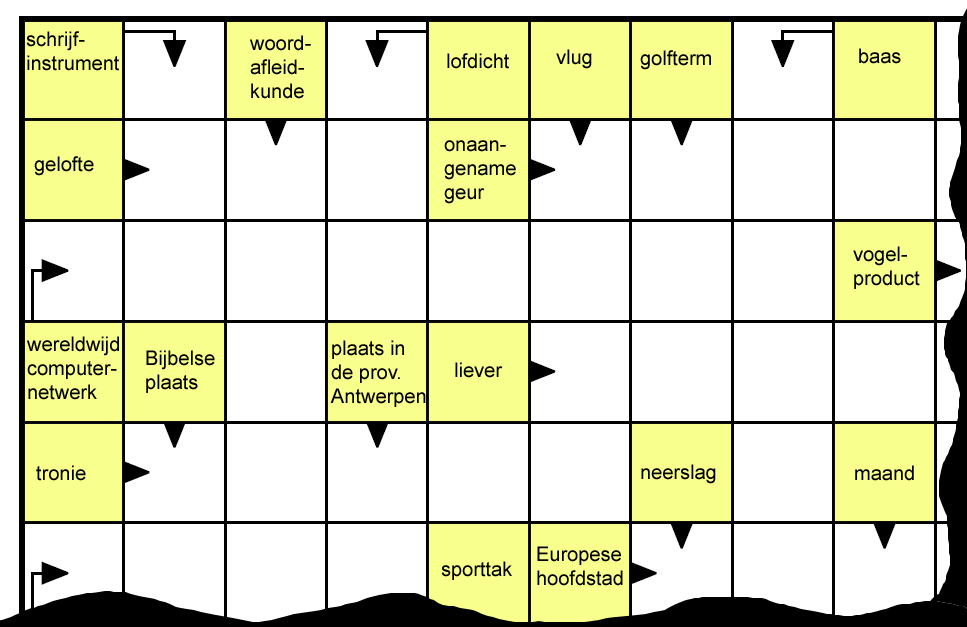
Autodefinido en idioma sueco.

Un autodefinido es un pasatiempo que consiste en rellenar una plantilla con palabras entrecruzadas a partir de unas definiciones dadas. La plantilla consta de una serie de casillas blancas en las que deben ir las letras y de otras casillas separadoras. Es un tipo de crucigrama, con la singularidad de que las definiciones se encuentran en la plantilla, dentro de las casillas separadoras. Así pues, en cada una de estas casillas pueden situarse dos definiciones: una para la palabra horizontal y otra para la vertical. Para evitar errores, en muchos casos, la dirección se indica mediante una flecha.

## Variaciones
- Autodefinido silábico. Es un autodefinido en el que en cada casilla se debe colocar una sílaba en lugar de una sola letra.
- Autodefinido temático. Algunas de las palabras a encontrar se refieren a un tema genérico que viene indicado al margen. Así, en la casilla correspondiente aparece un símbolo (un punto, por ejemplo) en lugar de una definición.
- Autodefinido gráfico. Algunas de las palabras a encontrar están definidas con un dibujo.
- Autopanal. Todas las palabras tienen 4 o 6 letras y se entrelazan como un panal.
- Autodefinido blanco. No se conocen las longitudes de las palabras, aunque si los espacios en blanco.